# Olympus OM-D E-M1X
Das Kameramodell Olympus OM-D E-M1X ist ein digitales, spiegelloses Systemkameragehäuse des herstellerübergreifenden Micro-Four-Thirds-Systems. Es wurde im Januar 2019 angekündigt und ist seit Februar 2019 im Handel erhältlich. Die Kamera ist das Spitzenmodell der Olympus OM-D Reihe, ihre Zielgruppe sind professionelle Natur-, Sport- und Dokumentarfotografen. Sie löst das Vorgängermodell Olympus OM-D E-M1 Mark II jedoch nicht ab, sondern wird parallel zu diesem angeboten.

## Technische Merkmale
Die Olympus OM-D E-M1X wurde auf der technischen Basis ihrer Vorgängerin OM-D E-M1 Mark II um eine Reihe von Eigenschaften für die professionelle Zielgruppe erweitert. Besonders auffällig ist das im Vergleich zu anderen Micro-Four-Thirds Kameras voluminöse Gehäuse, das über einen integrierten zweiten Handgriff verfügt, mit dem die Kamera in vertikaler Ausrichtung gehalten und bedient werden kann. Auch andere Komponenten sind in der E-M1X doppelt vorhanden: Zwei TruePic-VIII Bildprozessoren erhöhen die Verarbeitungsgeschwindigkeit und ermöglichen hochauflösende Aufnahmen mit 50 Megapixeln aus der Hand. Zwei Schächte für SD-Karten beschleunigen das Speichern der Aufnahmen. Das Gehäuse kann zwei Akkus gleichzeitig aufnehmen, wodurch die Ausdauer der Kamera auf bis zu 2580 Bilder steigt.
Gegenüber der E-M1 Mark II wurden die Bildstabilisierung und Autofokusgeschwindigkeit, insbesondere die Verfolgung bewegter Objekte, verbessert. Der elektronische Sucher wurde vergrößert bei unveränderter Auflösung. Vollständig neue Komponenten gegenüber der Vorgängerin sind die eingebauten Umgebungssensoren: GPS, Kompass, Barometer, Thermometer und Beschleunigungssensor.
Erhöht wurden auch Widerstandsfähigkeit und Zuverlässigkeit: Neben einer besseren Abdichtung des Gehäuses und einer überarbeiteten Sensorreinigung gibt der Hersteller an, dass der Verschluss auf 400.000 Auslösungen hin ausgelegt ist.

## Auszeichnungen
2019 wurde das Kameragehäuse vom Fotopresseverband Technical Image Press Association (TIPA) mit dem TIPA-Award "Best MFT Camera Professional" ausgezeichnet.